# 児山家住宅
兒山家住宅（こやまけじゅうたく）は、大阪府堺市中区に所在する歴史的建築物。国の登録有形文化財に登録されている。

## 概要
兒山家は、家業の施薬に加え、江戸時代を通じ大庄屋として小出藩代官も勤めていた。当建物は、江戸時代後期に本家より分家し、通称「東兒山」と称される。北に陶器川（石津川支流）を背にした緩やかな傾斜地にあり、土蔵・土塀・門長屋で四周を取り囲んでいる。敷地内には、主屋・座敷・隠居所・離れ・取り合いなど多くの建築物がある。
- 主屋
  - 江戸時代後期。木造２階建、入母屋造、本瓦葺き 建築面積254 m2。西半分を土間、東半分を６間取りの居室部とする。正面に虫籠窓を配置
- 離れ
  - 昭和時代。木造平屋建、桟瓦葺き、寄棟造、建築面積17 m2。座敷の東面北端に突出し、３畳大の小室の３方に縁を廻し，北東には湯殿と便所を張り出して設置
- 土塀
  - 延長105m。土塀形式と、上半漆喰塗・下半竪板張。
- 門長屋
  - 江戸時代後期。木造平屋建、瓦葺、建築面積112 m2。正面を黒漆喰塗、他を白漆喰塗、腰を竪板張とする。
- 座敷、隠居所、取り合い、外蔵、内蔵

## 文化財
2002年 (平成14年) 2月14日、主屋・門長屋・土塀・外蔵・内蔵・隠居所・座敷・離れ・取り合いともに登録有形文化財に登録された。

## 現地情報
- 所在地
  - 大阪府堺市中区陶器北1404
- 公開状況
  - 非公開
- 交通アクセス
  - 南海高野線北野田駅より徒歩35分
- 周辺施設
  - 月輪寺